# Nobilissima Gallorum gens
Nobilissima Gallorum gens (en español, La muy noble nación francesa) es la decimotercera encíclica de León XIII el 8 de febrero de 1884. En ella el papa pide a los obispos franceses que procuren la formación católica de los jóvenes y la existencia de escuelas católicas.

## Contexto histórico
En 1876, momento de la elección al pontificado de León XIII, el catolicismo francés parecía pasar por uno de los mejores momentos, muestra de ello es la abundancia de sacerdotes (55.000 de ellos atendían 36.000 parroquias, lo que suponía un sacerdote cada 640 habitantes), o la presencia de los católicos en la vida pública (mayoría de diputados católicos en la Asambiea Nacional).
Hasta 1875 la Asamblea Nacional había mantenido una postura procatólica, pero las elecciones de ese año, supuso un cambio en su orientación que condujo, tras la crisis gubernamental de 1979, a la elección como presidente de Jules Grévy. Con el nuevo gobierno, en el que de los nueve ministros cinco eran protestantes y dos masones, se pusieron en marcha procedimientos legislativos anticlericales, tales como la Ley Ferry de 1880, contra las Congregaciones religiosas, la reintroducción del divorcio, la supresión de la enseñanza religiosa en las escuelas y la expulsión de los jesuitas.
Ya en 1879 el papa se había dirigido al Presidente de la República manifestado su dolor al contemplar la lucha religiosa que se entablaba en Francia, Grevý, le respondió que la causa estaba en la actitud del clero y de los católicos franceses frente a la República. Efectivamente esa actitud estaba presente entre muchos católicos, al menos los más comprometidos con la política; y la encíclica del papa trata de eliminar ese equivoco entre defensa de la fe y monarquía.

## Contenido de la encíclica
Nobilissima Gallorum gens, multis in rebus pace bellove praeclare gestis, singularem quamdam sibi comparavit in Ecclesiam catholicam laudem meritorum quorum nec interitura est gratia, nec gloria consenescet.
La nobilísima nación de los galos, habiendo obrado admirablemente en muchas cosas en la paz o en la guerra, se ha procurado en la Iglesia católica cierta alabanza de méritos cuya gracia no perecerá, ni cesará su gloria.

De este modo el papa introduce una primera parte de la encíclica en que recuerda el modo en que Francia ha estado unidad a la Iglesia, comenzando con la pronta conversión de Clodoveo, y con él de su pueblo; lo que le ha proporcionado el título de Hija mayor de la Iglesia. Se refiere después al modo en que los franceses acometieron grandes empresas, difundiendo la fe entre los pueblos bárbaros, y empeñándose en la libración y custodia de los santos lugares. Los Romanos Pontífices, alabaron las virtudes de los franceses, exaltándoles con elogios; así lo hizo Inocencio III que manifestó su amor a Francia por su devoción a la Santa Sede, y Gregorio IX que refería a San Luis IX, la devoción de aquel reino a Dios y a Iglesia. 
Dios ha recompensado a Francia esta actitud, con glorias militares, fomento de las artes y poder del imperio. Aún cuando en ocasiones los franceses han olvidado la misión que Dios le ha encomendado, no desorientó del todo esa realidad por mucho tiempo. En contraste, en los tiempos más cercanos, influida por el error de nuevas opiniones ha comenzado a rechazar la autoridad de la Iglesia y parece separarse de las enseñanzas cristianas. A esta situación 

Se añade la obra de aquellos a quienes un odio impotente hacia las cosas divinas mantiene unidos en sociedades perversas, haciéndoles cada día más deseosos de quitar de en medio al catolicismo: si  a esto se dedican con mayor esfuerzo en Francia que en otras partes, nadie mejor que vosotros, Venerables Hermanos, puede juzgarlo.

Esta situación lleva al papa, cómo ya antes ha hecho ante la situación en que se encuentra Irlanda, España o Italia, a considerar lo que sucede en Francia y exhortar en este sentido a sus obispos. Denuncia así una filosofía que trata de erradicar los fundamentos de la verdad cristiana; pero, una justicia apartada de los principios divinos lleva consigo a la segura ruina del estado

En efecto, estos intentos que hemos mencionado no sólo son nocivos para la Iglesia, sino también se vuelven en extremo perjuicio para la República, ya que no puede suceder que florezca la prosperidad de un Estado cuando la religión ha sido eliminada. Ciertamente, donde cesa en los hombres el temor de Dios, falta el mayor fundamento de la justicia, sin el cual aun los sabios del paganismo negaban que se pudiera gobernar bien una república, dado que la autoridad de los príncipes no tendría el peso adecuado, ni suficiente fuerza sus leyes.

Por esto es importante evitar que la juventud sea instruida en la neutralidad de sus deberes para con Dios; pues estos planteamientos abren directamente el camino al ateísmo. Para alejar este peligro el papa pide a los padres de familia que asuman sus responsabilidades; pero insiste sobre todo en la reciprocidad de los derechos y deberes del poder político y del poder religioso. Reconoce que hay dos poderes, el del Estado y el de la Iglesia, pero ambos sujetos a la ley natural y eterna.
Sin embargo, el Papa ve aparecer en Francia no sin angustia, medidas que no son conformes con esa ley natural; se trata de unas decisiones que provocan odio y calumnias hacia la Iglesia. Señala, a este respecto la ley de disolución de las congregaciones religiosas y la carta de protesta que transmitió al Presidente de la República en junio de 1883.
Finalmente, el papa exhorta a los obispos y al clero a defender la libertad de la Iglesia y llama a los laicos a trabajar por la unidad y por el bien común; y a favorecer todas las iniciativas que potencien la solidaridad social.

## Recepción de la encíclica
La encíclica trataba de evitar la discordia entre la República y la Iglesia, al contrario propone a colaboración de católicos en la consecución del bien de la nación, al mismo tiempo que pide que la república reconozca a los católicos el derecho a vivir su fe dentro de un marco legislativo y de una política inscrita en los principios naturales, asegurando a la Iglesia la libertad de enseñar los principios divinos. 
Estos dos criterios se recogen ya, de alguna manera, en el mismo encabezamiento de la encíclica en que se expone, con una amplitud no habitual en otras encíclicas de este papa-; su objetivo, con estas palabras: 

EPISTOLA ENCYCLICA SSmi D. N. Leonis XIII ad Episcopos Galliae: qua innuitur, iuvenes, dum artes docentur, quibus ad humanitatem informari solent, apprime notitia officiorum erga Deum imbuendos esse: consulendum ne desint scholae catholicae, annorumque concordiae prospiciendum ad protuenda nominis catholiei iura.
ENCÍCLICA DEL SUMO PONTÍFICE LEÓN XIII a los obispos de Francia, en la que se indica que, mientras se enseñan las artes que suelen formar a la humanidad, es de suma importancia inculcar el conocimiento de los deberes hacia Dios en los jóvenes; se debe prestar atención para que no falten las escuelas católicas, trabajando para promover los derechos de los católicos de acuerdo con estos tiempos

Puede decirse que, ni por parte de los católicos, ni por parte de los gobiernos, se siguió esta orientación. Expresión de esta actitud de muchos católicos fue la línea editorial seguida por La Croix, o por los seguidores de Albert De Mun, que -tras la renuncia de fundar un partido católico- pasaron a engrosar la Action Française; pero tampoco el gobierno francés, respondió a la petición del papa, que continuó su lucha contra las congregaciones religiosas y desarrolló una política de secularización del país, culminando con la confiscación de los bienes de las congregaciones y -ya durante le pontificado de Pío X- la nacionalización de la propiedad de la Iglesia mediante la Ley de separación de la Iglesia y el Estado de 1904.
Ante este desarrollo de los acontecimientos, el papa insistió con una nueva encíclica -Au milieu des sollicitudes, de 16 de febrero de 1892-, en que los católicos debían respetar la República, sin perjuicio de trarar de modificar,  mediante los cauces legales, la política antirreligiosa de los gobiernos.